# Bernard Cagnac
Bernard Cagnac (* 6. Februar 1931 in Paris; † 3. Juli 2019 in Olivet (Loiret)) war ein französischer Experimentalphysiker (Atomphysik, Laserspektroskopie).
Cagnac, der Sohn des Mathematikers Georges Cagnac, studierte ab 1950 an der École normale supérieure (Paris) (ENS) und erhielt 1952 sein Lizenziat in Physik und Mathematik. Nach dem Diplom (DEA) bei Jean Brossel und der Agrégation 1954 leistete er Militärdienst und war ab 1957 wieder an der ENS, an der er 1960 bei Alfred Kastler und Jean Brossel promoviert wurde. Die Dissertation war über Kernspinresonanz und optisches Pumpen. Er war leitender Wissenschaftler (Chef de Travaux) an der ENS, bevor er Maître de conférences und schließlich Professor an der Universität Paris in Orsay wurde. Ab 1965 war er am späteren Labor Kastler-Brossel (Universität Paris VI und ENS) und war ab 1967 Leiter einer Gruppe für Laserspektroskopie. Dort entwickelte er ab 1972 dopplerfreie Zweiphotonen-Laserspektroskopie. Er nutzte diese für präzise spektroskopische Studien am Wasserstoffatom und Messung der Rydberg-Konstante.
1969 erhielt er den Professorentitel an der Universität Paris VI. 1996 wurde er dort emeritiert.
1980/81 war er Präsident der französischen physikalischen Gesellschaft und 1990 bis 2000 war er Präsident des Instituts für theoretische und angewandte Optik (Institut d'optique théorique et appliquée, SupOptique). 1980 bis 1982 war er Präsident der Groupe Européen de Spectroscopie Atomique (EGAS). 1983 erhielt er den Prix des trois physiciens. 1977 erhielt er den Prix Félix Robin.

## Schriften (Auswahl)
- mit Jean-Claude Pebay-Peyroula: Modern Atomic Physics, 2 Bände, Macmillan 1975
- mit Jean-Pierre Faroux: Lasers, EDP Sciences 2002
- Alfred Kastler, prix Nobel de physique 1966 : portrait d'un physicien engagé, Éditions Rue d'Ulm 2013